# محطة قطار سكيكدة
محطة قطار سكيكدة هي محطة سكة حديد جزائرية تقع في بلدية سكيكدة بولاية سكيكدة .

## موقع السكك
أنجزت لتعويض المحطة القديمة في نفس المكان شرق ساحة أول نوفمبر قبالة النزل البلدي على الجانب الآخر من هذه الساحة، مما أعطى لمدينة سكيكدة منظرا متميزا،

## تاريخ
محطة قطار سكيكدة. بنيت خلال الاحتلال الفرنسي للجزائر من قبل المهندس الفرنسي «غاوول أوبو»، الذي وضع لها تصاميم هندسية عربية أصيلة ممزوجة بالطابع الأندلسي المغاربي، حيث زينت بالرخام الذي جلب من تونس، وبتاريخ 28 مارس 1937 دشنت هذه المحطة من قبل عدد كبير من شخصيات تلك الحقبة، يتقدمهم رئيس بلدية سكيكدة آنذاك «بول كيطولي».. وهي تضم طابقين، أهم ما يميزهما زخارف الفسيفساء الجميلة التي تغطي سطحها وأجزاء أخرى منها.

### مواضيع ذات صلة
- الموقع الرسمي للشركة الوطنية للنقل بالسكك الحديدية